# Нейроанатомия

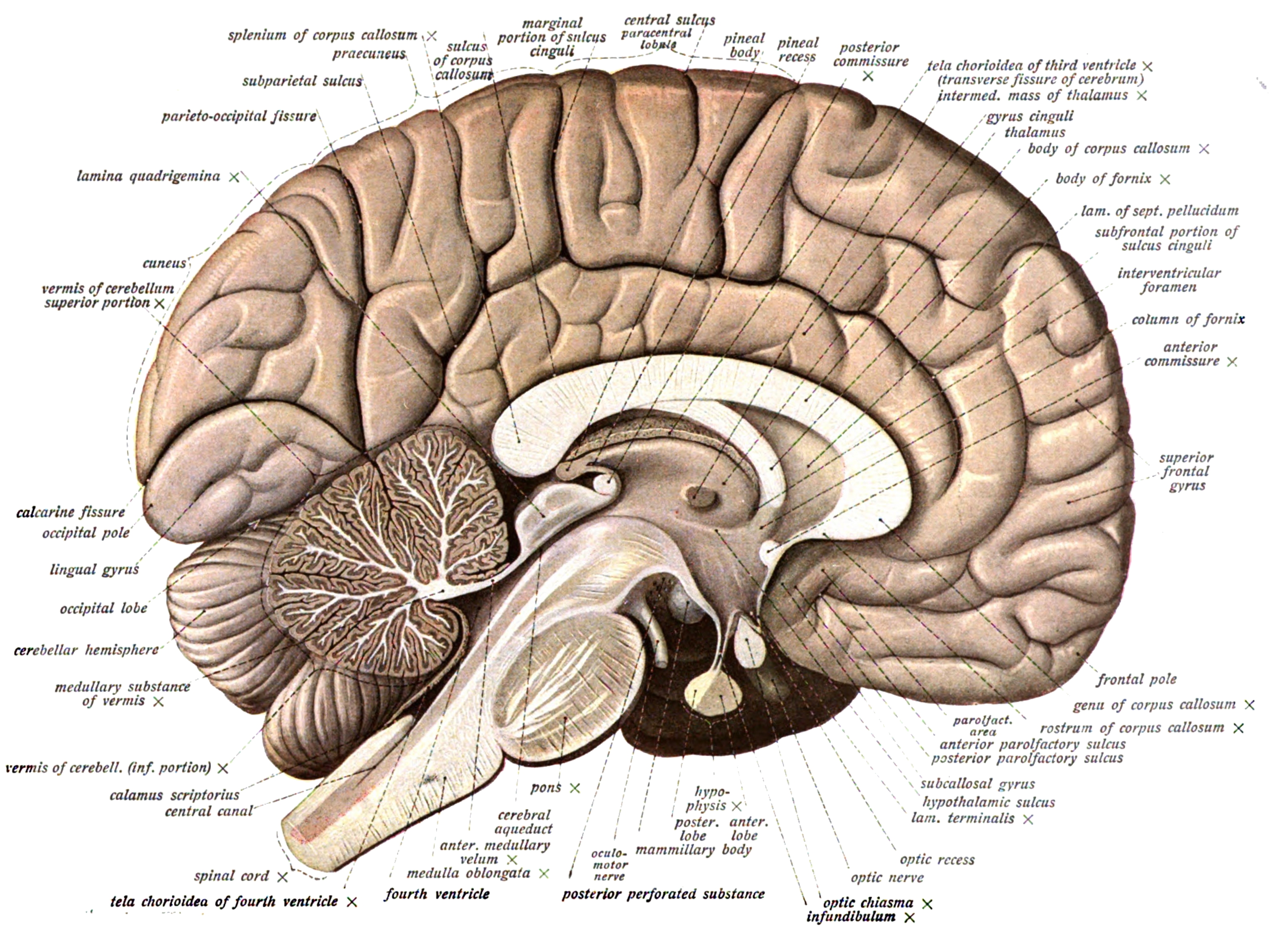
Нейроанатомия — это область науки, изучающая анатомическое строение и функциональную организацию нервной системы различных животных. На картинке показан разрез, на котором видна макроанатомия головного мозга человека.

Нейроанатомия — это область биологических наук, изучающая анатомическое строение (структурная нейроанатомия) и функциональную организацию (функциональная нейроанатомия) нервной системы животных. В отличие от животных, обладающих радиальной симметрией (например, медуз), у которых нервная система представляет собой диффузную нервную сеть, животные, обладающие билатеральной симметрией, имеют отдельную, чётко анатомически и гистологически отграниченную от других тканей, нервную систему. Поэтому их нервная система вызывает больший интерес учёных и лучше изучена. У всех хордовых нервная система подразделяется на внутренние структуры головного мозга и спинного мозга, совместно называемые центральной нервной системой, или ЦНС, и на периферическую нервную систему, или ПНС, соединяющую при помощи нервов различные структуры центральной нервной системы с остальными частями тела, а также независимую энтеральную нервную систему, вместе с нервами периферической нервной системы иннервирующую желудочно-кишечный тракт. Гомологичные структуры у членистоногих и ряда других классов беспозвоночных животных называются, соответственно, окологлоточное нервное кольцо или центральный нервный узел (центральный ганглий), и центральная нервная ось (нейраксис), и периферическая нервная система.
Нейроанатомия является одновременно и подразделом нейронаук, и подразделом общей анатомии, и, таким образом, лежит на стыке их. Данная статья посвящена описанию изучения нейроанатомии, её методов исследования, истории её развития. Для информации об анатомическом строении и деталях функционирования нервной системы животных, обратитесь к статье нервная система. Для информации об анатомическом строении и деталях функционирования нервной системы человека, обратитесь к статьям головной мозг человека и периферическая нервная система.

## Важность нейроанатомии как науки
Изучение того, как структурно и функционально организована та или иная часть нервной системы, из каких субъединиц (более мелких частей) или структурных блоков она состоит, и как эти субъединицы или структурные блоки соединены между собой, является критически важным для понимания того, как эта часть нервной системы вообще устроена и работает. Так, например, значительная часть информации о строении и функциях головного мозга, которой ныне обладают нейробиологи, была получена при помощи нанесения специфических, достаточно небольших по размерам, повреждений («лезий») или, наоборот, электростимуляции тех или иным областей или структур головного мозга, с последующим изучением того, как это влияет на поведение, память, эмоции и другие физиологические аспекты жизнедеятельности экспериментальных модельных животных.

## История нейроанатомии

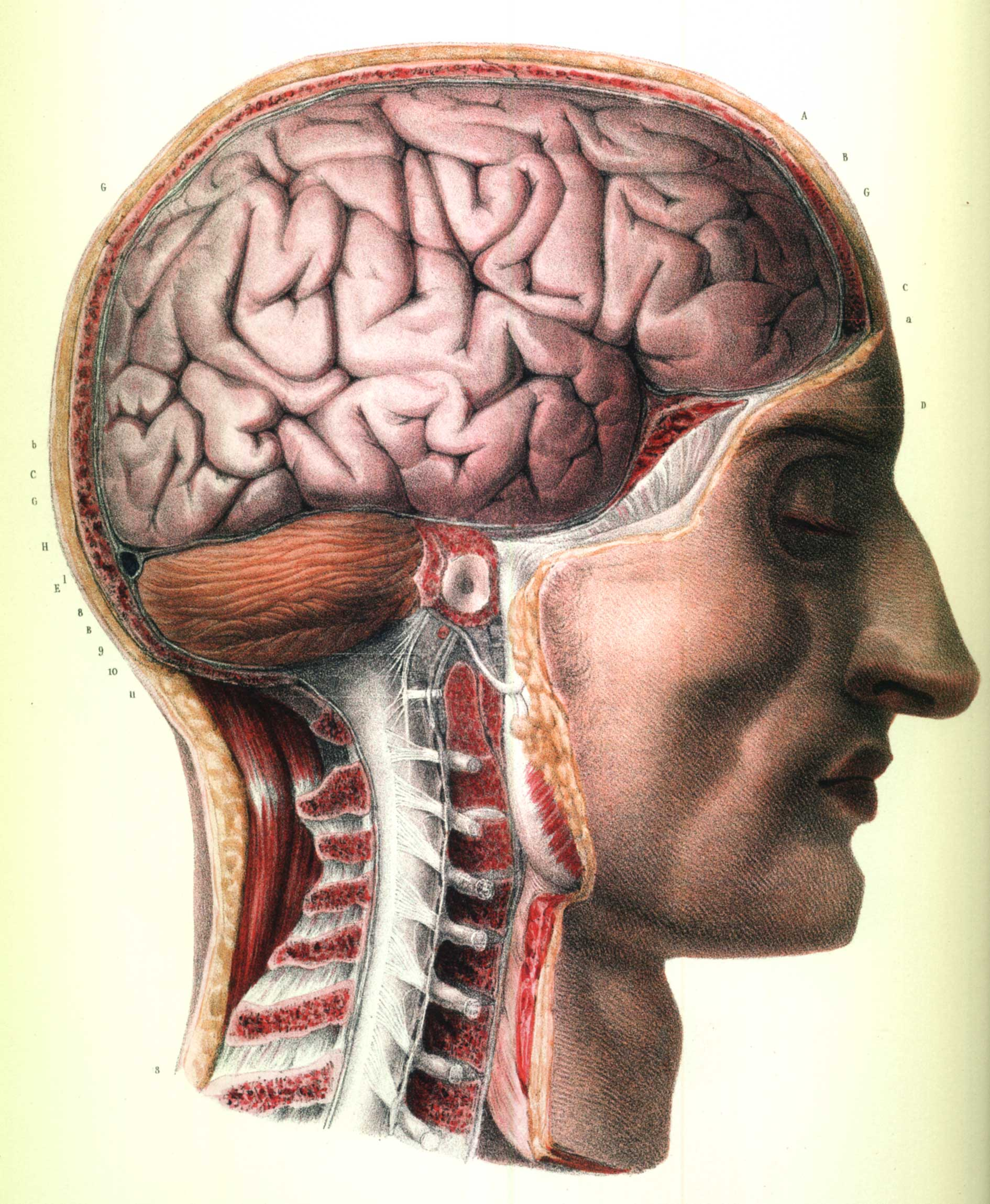
Анатомия полушарий мозга, мозгового ствола и верхней части спинного мозга по Дж. М. Бурджери.

Первые сохранившиеся в письменном виде исторические сведения о попытках изучения анатомии головного мозга человека обнаруживаются в древнеегипетских папирусах, в частности папирусе Эдвина Смита. Следующий большой шаг в развитии нейроанатомии был сделан древнегреческим врачом и философом Алкмеоном, который впервые установил тот факт, что именно головной мозг, а не сердце, как полагали до него, управляет всеми функциями тела и всей его жизнедеятельностью, и что работа органов чувств и сенсорных систем зависит от восприятия этой сенсорной информации головным мозгом.
После открытия Алкмеона свой вклад в дальнейшее развитие нейроанатомии внесли многие древнегреческие учёные, философы и врачи. В этом ряду стоит особо упомянуть вклад Галена, Герофила, Разеса и Эразистрата. Герофил и Эразистрат из Александрии были, по-видимому, наиболее влиятельными и авторитетными среди ранних древнегреческих нейроучёных, и подробно изучали строение головного мозга человека на многочисленных разрезах. В течение многих сотен лет после этого, в связи с категорическим запретом католической церкви на вскрытие тел умерших, в нейроанатомии не происходило никакого значимого прогресса. Однако папа Сикст IV способствовал возрождению изучения анатомии человеческого тела и в частности нейроанатомии, изменив папский эдикт по этому вопросу и разрешив с определёнными ограничениями вскрытие тел умерших людей. Это привело к взрывообразному росту количества исследований анатомии человека и в частности нейроанатомии человека как учёными, так и художниками эпохи Возрождения.
В 1664 году Томас Уиллис, врач и профессор Оксфордского университета, впервые употребил термин неврология в своей пионерской книге лат. Cerebri anatome. Выход в свет этой книги Уиллиса, как принято считать, знаменует начало систематического изучения нейроанатомии человека. В последующие чуть более чем 350 лет, от трудов Уиллиса до наших дней, нейроанатомия стала одним из наиболее бурно развивающихся подразделов анатомии. Это привело к публикации огромного количества книг, статей, медицинских документов, посвящённых тем или иным аспектам изучения нейроанатомии, строения и функционирования нервной системы и мозга.

## Компоненты
На уровне ткани нервная система состоит из нейронов, глиальных клеток и внеклеточного матрикса. Как нейроны, так и глиальные клетки бывают множества различных типов. Нейроны являются клетками нервной системы, выполняющими основную её функцию — обработку входящей информации и выработку управляющих сигналов на её основе. В частности, они воспринимают сенсорную информацию из внешней среды (поступающую от органов чувств), а также интероцептивную и проприоцептивную информацию о внутреннем состоянии организма, общаются друг с другом при помощи электрических сигналов и химических веществ, называемых нейромедиаторами, и как результат всей этой деятельности, формируют наши воспоминания, мысли, эмоции, движения, поведенческие акты и др. Глиальные клетки поддерживают гомеостаз в нервной системе, вырабатывают миелин для оболочек аксонов, и обеспечивают поддержку, питание и защиту нейронам. Некоторые типы глиальных клеток (астроциты) также способны генерировать волны градиента ионов кальция, распространяющиеся на большие расстояния, в ответ на электрическую или химическую стимуляцию, и выделять особые химические вещества, так называемые глиотрансмиттеры, в ответ на изменения концентрации ионов кальция во внеклеточном пространстве. Таким образом, некоторые типы глиальных клеток тоже участвуют в передаче информационных сигналов. Внеклеточный матрикс обеспечивает поддержку и питание клеток мозга на молекулярном уровне.
На уровне органов нервная система состоит из головного мозга (или окологлоточного нервного кольца, оно же «центральный нервный узел»), спинного мозга (или центральной нервной оси, нейраксиса), периферических нервов и находящихся на концах периферических нервов чувствительных нервных окончаний (рецепторов или сенсоров) либо сопряжений с эффекторными органами, таких, как нервно-мышечный или нервно-железистый синапс. В свою очередь, головной мозг или окологлоточное нервное кольцо состоят из отдельных анатомических структур, таких, как таламус у хордовых или грибовидные тела у плодовой мушки дрозофилы. Спинной мозг или центральная нервная ось (нейраксис) также состоят из отдельных сегментов. Эти различные структуры и области головного мозга или окологлоточного нервного кольца, в свою очередь, имеют модульное строение, то есть состоят из более мелких субструктур, каждая из которых выполняет определённые физиологические функции, обеспечивая работу тех или иных нервных путей и трактов. Так, например, таламус критически важен для интеграции сенсорной информации, а гиппокамп — для формирования памяти.
Периферические нервы — это пучки нервных волокон, исходящие из головного и спинного мозга (или из окологлоточного нервного кольца и центральной нервной оси, соответственно), которые затем многократно ветвятся и иннервируют все части и органы тела, и оканчиваются либо чувствительными нервными окончаниями (для афферентных нервов), либо сопряжениями с клетками эффекторных (исполнительных) органов, например, нервно-мышечными или нервно-железистыми синапсами. Периферические нервы состоят в основном из аксонов отдельных нейронов, а также миелиновых оболочек и других мембран, которые покрывают их, разделяют между собой (электрически изолируют) и собирают в нервные волокна и пучки нервных волокон (тракты).
Нервная система всех хордовых животных подразделяется на центральную и периферическую нервную систему. Центральная нервная система состоит из головного мозга, черепных нервов, сетчатки и спинного мозга. Периферическая нервная система состоит из всех остальных нервов (то есть нервов, исходящих не из головного, а из спинного мозга), соединяющих центральную нервную систему со всеми остальными частями тела. Периферическая нервная система, в свою очередь, подразделяется на соматическую и автономную (или вегетативную) нервную систему. Соматическая нервная система состоит из афферентных нейронов, которые передают сенсорную информацию от чувствительных нервных окончаний (рецепторов или сенсоров) в органах чувств в ЦНС, и эфферентных нейронов, которые передают двигательную информацию к мышцам через нервно-мышечный синапс. Автономная, или вегетативная, нервная система, в свою очередь, имеет два подразделения или отдела: симпатическую нервную систему и парасимпатическую нервную систему. Эти два отдела вегетативной нервной системы находятся в постоянном динамическом равновесии или балансе, и являются во многих отношениях функциональными антагонистами друг друга. Их динамическое равновесие или баланс ответственны за регуляцию таких основных жизненных функций тела, как частота и сила сердечных сокращений, тонус кровеносных сосудов и других гладкомышечных органов, частота и глубина дыхания, секреция слюны и других пищеварительных соков, моторика желудочно-кишечного тракта, температура тела, секреция гормонов и др. Нервы вегетативной нервной системы, как и нервы соматической нервной системы, содержат афферентные и эфферентные волокна.

### Ориентация и локализация структур в нейроанатомии

Мультипликация, составленная из нескольких сечений МРТ изображений головы пациента с доброкачественной семейной макроцефалией, сделанных в период до черепно-мозговой травмы.

В анатомии в целом, и в нейроанатомии в частности, традиционно используется несколько взаимосвязанных наборов топографических терминов, описывающих взаимное пространственное расположение (локализацию) анатомических структур по отношению друг к другу и к осям тела, и их пространственные (топографические) взаимоотношения друг с другом и с осями тела (см. статью анатомическая терминология). В случае нейроанатомии речь идёт о взаимном пространственном расположении и пространственных взаимоотношениях частей нервной системы, в том числе головного и спинного мозга, периферических нервов, по отношению друг к другу и к осям тела или мозга. Однако в интерпретации этих традиционных анатомических терминов применительно к головному и спинному мозгу, особенно у прямоходящих животных (человека и высших приматов), а значит и применительно к сфере нейроанатомии в целом, есть свои особенности, порой приводящие к сложностям и неоднозначностям или неправильному пониманию, по сравнению с другими разделами анатомии. Причины этого будут изложены ниже.
Наиболее часто используемые в нейроанатомии пары топографических терминов включают в себя:
- Дорсальный и вентральный. Термин «дорсальный» по отношению к структурам головного мозга означает «верхний», «расположенный сверху», а термин «вентральный» по отношению к структурам головного мозга означает «нижний», «расположенный снизу». Этимологически эти термины происходят, соответственно, от понятий лат. dorsum — спина и ventrum — живот, брюшная полость (у хордовых) или брюшко (у членистоногих). Таким образом, изначально эти термины означали, соответственно, «спинной» (то есть, обращённый в сторону спины, или находящийся ближе к спине), и «брюшной» (то есть, обращённый в сторону живота, брюшной полости или брюшка, или находящийся ближе к животу, брюшной полости или брюшку). Живот (брюшная полость) или брюшко у большинства видов животных обращён к земной поверхности, в то время как спина обращена кверху. Соответственно, «дорсальный» (спинной) для большинства видов животных во всех случаях является синонимом слова «верхний», «находящийся сверху», а «вентральный» (брюшной) — синонимом слова «нижний», «находящийся снизу». Однако прямоходячесть человека и, отчасти, прямоходячесть высших приматов запутывает ситуацию. Прямоходячесть человека и высших приматов приводит к тому, что вентральный (брюшной) аспект тела человека и высших приматов находится не снизу, а спереди. Дорсальный (спинной) аспект тела человека и высших приматов находится не сверху, а сзади. Именно в таком смысле должны трактоваться термины «дорсальные рога спинного мозга» (синоним «задних рогов спинного мозга») и «вентральные рога спинного мозга» (синоним «передних рогов спинного мозга»). Ситуация с трактовкой терминов «дорсальный» и «вентральный» применительно к голове и головному мозгу, особенно у человека и высших приматов — ещё более запутанна. Живот, брюшко или брюшная полость не переходят непосредственно в переднюю или нижнюю части головы, ни у прямоходячих (человека и высших приматов), ни у других видов животных. Спина или позвоночник также не переходит непосредственно в заднюю или верхнюю части головы, ни у прямоходячих (человека и высших приматов), ни у других видов животных. Соответственно, при буквальной трактовке, термины «дорсальный» («спинной») и «вентральный» («брюшной») получались бы не имеющими смысла применительно к голове и головному мозгу. Для придания терминам «дорсальный» и «вентральный», применительно к голове и головному мозгу, нового смысла, нейроанатомы договорились считать, что рот (ротовая полость) и лицевая часть черепа являются своего рода расширением или продолжением живота или брюшной полости, а задне-верхняя поверхность черепа — своего рода расширением или продолжением спины или позвоночника. Таким образом, те части головного мозга человека и высших приматов, которые расположены ниже, ближе к основанию черепа и к ротовой полости, принято называть вентральными, а те части головного мозга, которые расположены выше, ближе к «крыше» черепной коробки — принято называть дорсальными. Это полностью совпадает с интерпретацией терминов «дорсальный» и «вентральный» для всех частей тела, включая головной и спинной мозг, у других видов животных (где эти термины тоже обозначают «верх» и «низ», соответственно), но не совпадает с интерпретацией тех же самых терминов «дорсальный» и «вентральный» для спинного мозга человека и высших приматов (где эти же термины обозначают «задний» и «передний», соответственно, ввиду прямоходячести человека и высших приматов). Чтобы избежать подобного различия трактовок в зависимости от того, к чему относятся термины «дорсальный» и «вентральный» — к головному мозгу человека и высших приматов, или же к их спинному мозгу, — ряд учёных, пишущих статьи о нейроанатомии человека и высших приматов, предпочитают использовать для описания взаимного анатомического расположения структур головного мозга не термины «дорсальный» и «вентральный», а термины «краниальный» и «оральный», соответственно.
- Ростральный и каудальный. Термин «ростральный» для почти всех видов животных относится к передней, или головной, носовой части тела или какой-либо его анатомической структуры, в то время как термин «каудальный» для почти всех видов животных относится к задней, или хвостовой, части тела или какой-либо его анатомической структуры. Этимологически эти термины происходят от rostrum — нос, и cauda — хвост. Однако у человека и высших приматов, в связи с их прямоходячестью и вертикальным положением тела (вертикальным положением оси «голова-хвост», или, в случае человека, у которого нет хвоста, оси «голова-копчик») термины «ростральный» и «каудальный» логически являются синонимами не терминов «передний» и «задний», а терминов «верхний» и «нижний», например, для спинного мозга. Применение этих терминов по отношению к головному мозгу осложняется ещё и тем, что все без исключения позвоночные в период эмбрионального развития образуют изгиб на 90 градусов нервной трубки, так называемую мезэнцефалическую флексуру. Этот изгиб продолжает, в видоизменённой форме, существовать и у взрослого человека или взрослого животного. Именно этот изгиб отделяет передний мозг от ствола мозга и спинного мозга. Благодаря существованию этого изгиба ростральная (верхняя) часть головного мозга эмбриона становится в итоге передней, носовой частью головного мозга взрослого человека или животного, а каудальная (нижняя) часть головного мозга эмбриона становится в итоге задней, «хвостовой» частью головного мозга взрослого человека или животного. Таким образом, получается, что пространственное значение терминов «ростральный» и «каудальный» отличается для головного и для спинного мозга. Оно также отличается для эмбрионов и для взрослых людей и животных, для прямоходячих (человек и высшие приматы) и не-прямоходячих животных. Чтобы избежать этих проблем, рекомендуется пользоваться терминами «верхний» и «нижний», «передний» и «задний» при описании относительного анатомического расположения структур головного и/или спинного мозга, а также положения плоскости рассечения.
- Медиальный, медианный и латеральный. Термин «медиальный» (буквально «срединный») в анатомии означает, что анатомическая структура, о которой идёт речь, находится вблизи (или относительно ближе к) срединной линии или срединной плоскости сечения тела. В случае головного мозга этот термин означает близость к межполушарной срединной плоскости сечения мозга. Термин «медианный» или «центромедианный» означает, что анатомическая структура, о которой идёт речь, располагается точно по срединной линии или срединной плоскости. Напротив, термин «латеральный» (буквально «боковой») означает прямо противоположное — то, что анатомическая структура, о которой идёт речь, находится сбоку от срединной линии или срединной плоскости, на некотором удалении от неё. В отличие от пар терминов «дорсальный/вентральный» и «ростральный/каудальный», термины «медиальный/медианный/латеральный» не меняют своё значение в зависимости от прямоходячести или не-прямоходячести того или иного животного (то есть от естественного положения самой длинной из осей его тела, от положения спины/живота и головы/хвоста по отношению к Земле), или от того, идёт ли речь о головном мозге или о спинном, идёт ли речь о головном мозге взрослого человека или животного, или о головном мозге эмбриона на той стадии развития, в которой у него ещё нет мезэнцефалической флексуры. Поэтому употребление терминов «медиальный/медианный/латеральный», в отличие от вышеупомянутых пар терминов, не сопряжено с какими-либо проблемами или неоднозначностями трактовок.

Важно отметить, что все эти термины (дорсальный/вентральный; ростральный/каудальный; медиальный/медианный/латеральный) являются относительными, а не абсолютными. Так, например, некая латерально расположенная анатомическая структура может быть названа лежащей медиально по отношению к какой-либо структуре, расположенной ещё латеральнее (ещё дальше от срединной плоскости).